# Leida Rives-Elfwén
Leida Rives-Elfwén, folkbokförd Leida Elfvén, född 21 december 1915 i Dorpat i Ryssland, död 18 juni 1989 i Lofta församling i Kalmar län, var en svensk målare, tecknare och grafiker.
Rives-Elfwén var dotter till advokaten August Rivers och Rosalie Engel och från 1958 gift med Eric Elfwén. Hon flyttade från Estland till Sverige och blev svensk medborgare 1939. Rives-Elfwén studerade vid flera konstskolor i Estland, bland annat vid konstakademien i Tallinn innan hon kom till Sverige där hon studerade vid Barths målarskola, senare för Emil Näsvall, vid Lena Börjeson konstskola i Stockholm, för madame Adorian i Paris, vid Hollywood Art Shool och University of Los Angeles i USA samt under ett stort antal studieresor bland annat till Peru, Argentina och USA samt inom Europa. Separat ställde hon ut i Los Angeles 1952, Centro Cultural i Bogotá i Bogotá 1953 och på bland annat Sturegalleriet i Stockholm, Borås konstmuseum och Färg och Form i Stockholm. Tillsammans med sin man ställde hon ut i Jönköping, Stockholm, Norrköping, Västervik och Borås. Hon medverkade i utställningarna Ungt småländskt måleri på flera platser i Småland, Då och nu. Svensk grafik 1600–1959 på Liljevalchs konsthall samt i utställningar arrangerade av Konstfrämjandet och Västerviks konstförening. Bland hennes offentliga arbeten märks utsmyckning för Västerviks simhall, flamskväv till Gamleby kyrka, emaljarbete för Tjusts domsagas tingshus i Västervik, gobelänger till Rönnebergaskolan på Lidingö och Stadsbiblioteket i Nacka. Hennes konst består av nonfigurativa kompositioner utförda i olja, akvarell, gouache, serigrafi, emalj eller gobelängteknik. 
Rives-Elfwén finns representerad vid Moderna museet, Victoria and Albert Museum i London och på Jönköpings läns museum.